# Cacostatia discalis
Cacostatia discalis är en fjärilsart som beskrevs av Walker 1856. Cacostatia discalis ingår i släktet Cacostatia och familjen björnspinnare. Inga underarter finns listade i Catalogue of Life.